# Giuseppe Oppezzo
Giuseppe Oppezzo (Stroppiana, 22 gennaio 1875 – Messico, ...) è stato un tenore italiano.

## Biografia
Nato a Stroppiana, nel vercellese, nel 1896 combatté nella guerra di Abissinia. Durante il conflitto le sue abilità canore furono notate dal direttore di banda del suo reggimento che lo invitò, appena fosse tornato in patria, a studiare canto.
Esordì nel giugno 1900 al Teatro Sociale di Pallanza nel ruolo di Edgardo nella Lucia di Lammermoor. Dal 1900 al 1902 cantò in vari teatri del nord e centro Italia, tra cui il Teatro Ernesto Rossi di Pisa nel gennaio 1901.
Nell'aprile e maggio 1903 esordì all'estero, cantando al Teatro Apollo di Lugano nella Cavalleria rusticana (Turiddu), Pagliacci (Canio) e Carmen (Don José).
Nel dicembre 1904 cantò al Teatro del Giglio di Lucca e successivamente in vari teatri italiani ed esteri, tra cui Vicenza (Teatro Verdi), Barcellona (Teatro Tivoli) e Odessa (Teatro Municipale).
Nel 1908 si esibì negli Stati Uniti d'America, cantando a Filadelfia (Lyric Theater), La Crosse (Grand Opera) e Washington (Teatro Belasco). Nello stesso anno, dopo essersi esibito in patria a Biella, cantò ad Alessandria d'Egitto.
Dal 1909 al 1911 cantò in vari teatri italiani. Nel 1914 fu nuovamente negli Stati Uniti d'America, ove si esibì a Boston (Boston Theater) cantando insieme a Enrico Caruso e Lina Cavalieri. Durante questo periodo si ammalò e fu costretto a ritornare in patria per curarsi.
Nel gennaio 1917 cantò a Tampa (Centro Asturiano), mentre il mese successivo si esibì a Cienfuegos, Cuba, al Terry Theater.
L'ultima apparizione fu a Città del Messico, al teatro Virginia Fabregas, nel gennaio 1918. Risulta morto in Messico, da come annunciato in un necrologio dal fratello di Giuseppe, Giovanni Battista.